# Антюх Денис Миколайович
Денис Миколайович Антюх (нар. 30 липня 1997, Охтирка, Сумська область, Україна) — український футболіст, вінгер харківського «Металіста 1925».

## Життєпис
Народився 30 липня 1997 року в Охтирці. В ДЮФЛУ з 2010 по 2012 роки виступав у складі «Нафтовика-Укрнафти», а з 2013 по 2014 роки захищав кольори ХДВУФК-1 (Харків). В 2014—2015 роках виступав у складі аматорського «Нафтовика-2» (Охтирка).
У складі «Нафтовика-Укрнафти» дебютував 30 серпня 2015 року в програному (0:1) домашньому матчі 6-го туру Першої ліги чемпіонату України проти харківського «Геліоса». Денис Антюх в тому поєдинку вийшов на поле на 66-й хвилині, замінивши Валерія Сторубльовцева. Загалом до 2018 року провів за команду 49 ігор у Першій лізі, після чого охтирська команда була розформована.
Натомість Антюх у липні 2018 року підписав угоду з іншою першоліговою командою, «Колосом» (Ковалівка). Всього у першому сезоні за нову команду зіграв 12 матчів і допоміг їй посісти 2-ге місце та вийти до Прем'єр-ліги. 11 серпня 2019 року у програному домашньому матчі проти луганської «Зорі» (1:3) Антюх дебютував у вищому дивізіоні, вийшовши на заміну на 60-й хвилині замість Владислава Нехтія.
Відразу заграти у вищому дивізіоні молодий вінгер не зумів, тому в серпні 2019 року був відданий в оренду до кінця року у першолігові «Балкани». За команду з Одеської області Антюх провів 13 матчів та забив два м'ячі та в грудні повернувся в «Колос».
З літа 2020 року став основним гравцем ковалівців і у липні того ж року спочатку відзначився дублем у півфіналі плей-оф за вихід до Ліги Європи проти «Дніпра-1» (4:1), а у фінальній грі з «Маріуполем» (1:0) забив єдиний гол у матчі в додатковий час, завдяки якому команда вперше в історії вийшла до єврокубків. У наступному сезоні 2020/21 Денис дебютував у єврокубках, вийшовши 17 вересня 2020 року в основі на дебютну гру ковалівців у Лізі Європи проти грецького «Аріса» (2:1), в якій забив переможний гол на 62-й хвилині, що дозволив його команді пройти до наступного етапу. В чемпіонаті ж Антюх забив 12 грудня 2020 року на останніх хвилинах у виїзній грі проти майбутніх чемпіонів, «Динамо» (Київ), завдяки чому його команді змогла зіграти внічию 2:2. Всього у тому сезоні Антюх провів за «Колос» 27 поєдинків у всіх турнірах, в яких йому вдалося відзначитися 2 голами і 2 результативними передачами та допоміг команді посісти 4-те місце, найвище в історії клубу, та знову вийти до єврокубків.
У червні 2021 року Антюх відправився з «Динамо» (Київ) на передсезонний збір до Швейцарії, а вже 9 липня підписав 4-річний контракт зі столичним клубом. Дебютував за нову команду 22 серпня у матчі чемпіонату проти «Десни» (4:0), вийшовши на поле в основі, а на 78-й хвилині його замінив Богдан Лєднєв. Загалом провів у складі «Динамо» 4 матчі.
1 вересня 2022 року підписав 3-річний контракт з луганською «Зорею».
22 червня 2025 року став гравцем «Металіста 1925», уклавши з харківським клубом контракт на 2 роки з можливістю пролонгації ще на рік.

## Досягнення
«Колос»:
 Срібний призер Першої ліги України: 2018/19
 «Зоря»:
 Бронзовий призер Української прем'єр-ліги: 2022/23